# Mongolia
Mongolia (mong. Монгол улс, trb.: Mongol uls; pismo mongolskie: ᠮᠤᠩᠭᠤᠯ ᠤᠯᠤᠰ, trb.: Monggol Ulus) – państwo śródlądowe w środkowowschodniej Azji. Od północy graniczy z Rosją, a od wschodu, zachodu i południa z Chinami. Stolicą i największym miastem jest Ułan Bator, gdzie zamieszkuje ok. 47% populacji całego kraju. Mongolia jest republiką parlamentarną.

## Geografia

### Powierzchnia
- ląd: 1 553 556 km²
- woda: 10 560 km²
- całkowita: 1 564 116 km²

### Długość granic lądowych
- Chiny: 4 677 km
- Rosja: 3 485 km
- całkowita: 8 162 km

Brak dostępu do morza.
- Najniższy punkt: Chöch nuur – 518 m n.p.m.
- Najwyższy punkt: szczyt Chüjten – 4374 m n.p.m.

### Klimat

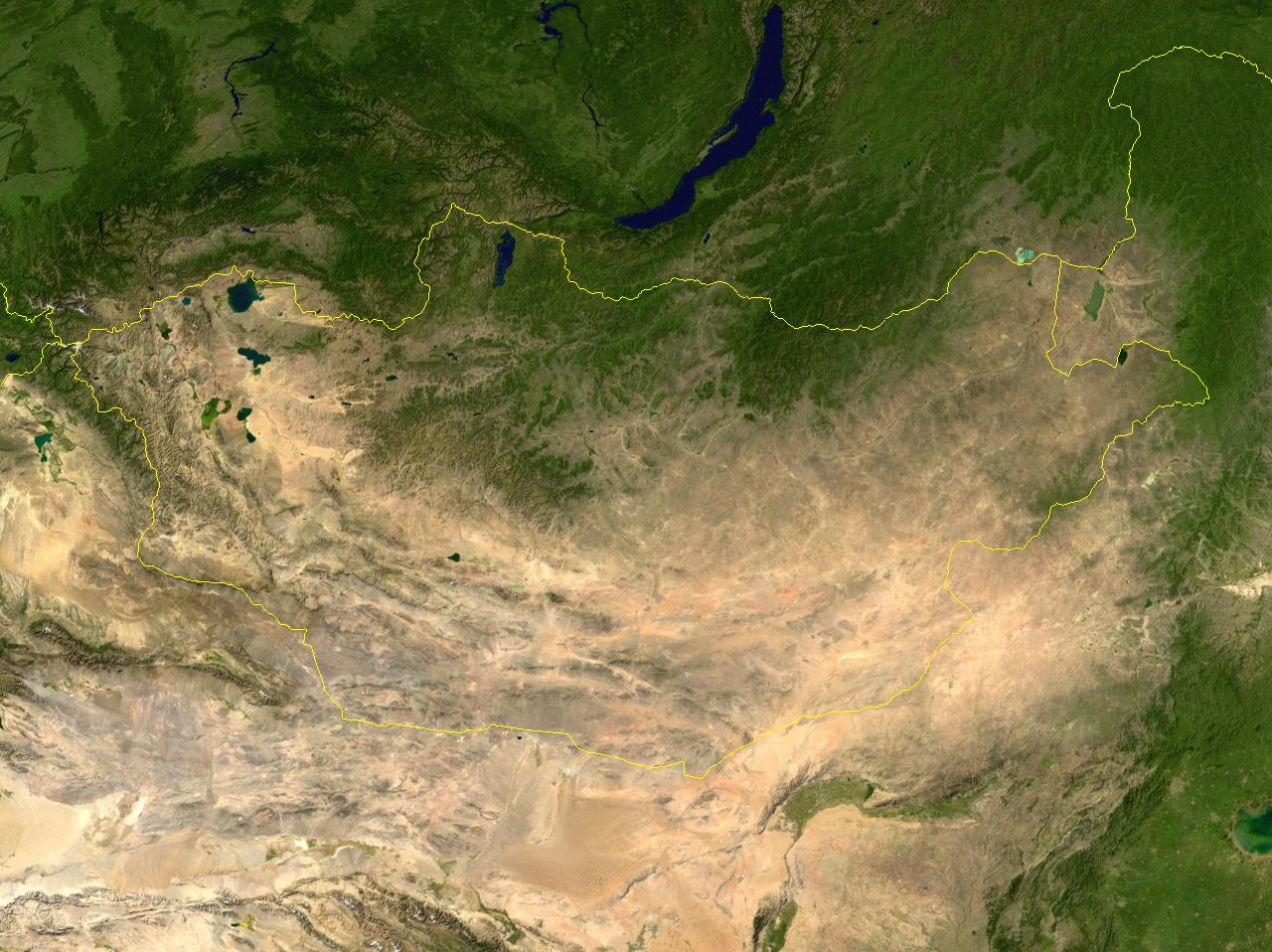
Mongolia widziana z kosmosu

Klimat Mongolii w związku z jej położeniem w głębi kontynentu, jest surowy, zaliczany do klimatu umiarkowanego o typie kontynentalnym. Lato jest tutaj bardzo gorące (temperatury powyżej +30 °C), natomiast zima bardzo mroźna (poniżej –30 °C). Opady atmosferyczne występują tutaj niezwykle rzadko (około 300 mm rocznie), większość opadów rocznych przypada na dwa miesiące (od połowy czerwca do połowy sierpnia) czego wynikiem jest nie wiosenna, lecz letnia wegetacja. Zima jest z małą pokrywą śnieżną albo prawie bez pokrywy śnieżnej. Tylko największe rzeki nie zamarzają do dna. Czasem zimą może przyjść ocieplenie, pokrywa śnieżna po roztopieniu staje się lodem przy powrocie zimna, co powoduje tzw. dzud, kiedy bydło ginie z powodu niedostępności zeszłorocznej trawy. W ciągu trzech kolejnych zim (1999, 2000, 2001) z powodu dzudu padły miliony sztuk bydła. Długość lata i zimy jest prawie taka sama (po ok. 5 miesięcy), a długość wiosny i jesieni jest bardzo krótka (po 1 miesiącu).

#### Skutki zmieniającego się klimatu
Globalne ocieplenie znacząco wpływa na Mongolię. Między 1940 a 2001 r. średnia roczna temperatura powietrza wzrosła o ponad 1,5 stopnia Celsjusza. W tym okresie temperatura zimowa wzrosła nawet o ponad 3,6 stopnia.

## Historia
Najwcześniejsze informacje o dziejach Mongolii pochodzą z chińskich kronik w których pojawiły się wzmianki o ludzie meng-ku najeżdżającym ówczesne Chiny. W IV wieku p.n.e. na terenach zamieszkanych przez mongolskich, tureckich i tunguskich koczowników powstało silne państwo Xiongnu, którego mieszkańcy przez wielu naukowców uważani są za przodków Hunów. Rozpadło się ono w I wieku p.n.e. w wyniku walk wewnętrznych i naporu chińskiej armii. Hunowie (jeśli to było ich państwo) powędrowali na zachód i w III wieku n.e. dotarli do Europy, przyczyniając się wraz z Gotami i Wandalami do upadku Rzymu. Południową część Xiongnu zagarnęły Chiny, a północną objęli we władanie tureccy i mongolscy koczownicy. Był wśród nich między innymi lud Rouran, którzy według niektórych teorii byli przodkami Awarów, którzy w VI wieku najechali Europę. W tym samym czasie mieszkańcy Mongolii uwolnili się spod chińskiej dominacji. W XI wieku władzę nad stepami przejął protomongolski szczep Kitanów. Ich panowanie zakończyło się w 1125 roku, gdy podbił ich tunguski szczep Dżurdżenów, którego sprzymierzeńcem byli Tatarzy.

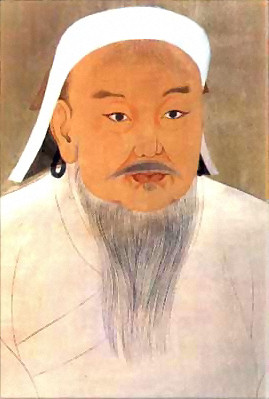
Czyngis-chan

Ekspansja imperium w XIII wieku

W roku 1198 Temudżyn objął tron i nadano mu tytuł chana wszystkich chanów (Czyngis-chana). Czyngis podporządkował sobie tereny od Wielkiego Muru po jezioro Bajkał na północy i od Ałtaju na wschodzie do gór Chingan na zachodzie i w 1206 r.  proklamował Wielkie Imperium Mongolskie. Połączone siły Mongołów prowadzone przez Czyngisa podbiły północne Chiny, Imperium Choroezimskie i tereny Azji Centralnej, sprowadzając do swojej stepowej stolicy Karakorum przebogate łupy. Następcy Temudżyna zagarnęli Ruś, dzisiejsze: Afganistan, Iran i Irak, resztę Chin oraz Tybet, tworząc tym samym jedno z największych państw w historii świata – imperium mongolskie. Rządzenie tak gigantycznym terytorium było niezmiernie trudne, więc mongolskie imperium zostało podzielone około 1261 roku na trzy części. Mongolia znalazła się w jednej części z Chinami pod władzą mongolskiej dynastii Yuan. W roku 1264 władca tego państwa Kubilaj przeniósł stolicę z Karakorum do Chanbałyku (dzisiejszy Pekin). Władza Mongołów w Chinach zakończyła się w roku 1368, gdy w wyniku antymongolskiego powstania władzę w Chinach przejęła dynastia Ming. Pięć lat później chińskie wojska zrównały z ziemią Karakorum. Południowa część Mongolii (obecna Mongolia Wewnętrzna) stała się częścią Chin, a reszta kraju rozpadła się na mniejsze państwa, które sporadycznie się jednoczyły. W latach 1626–1636 Mongolię Wewnętrzną opanowali Mandżurowie. Mongolię Zewnętrzną opanowali 55 lat później, będąc już wtedy władcami całych Chin. Uzyskała ona status federacji plemion pod protektoratem chińskim.

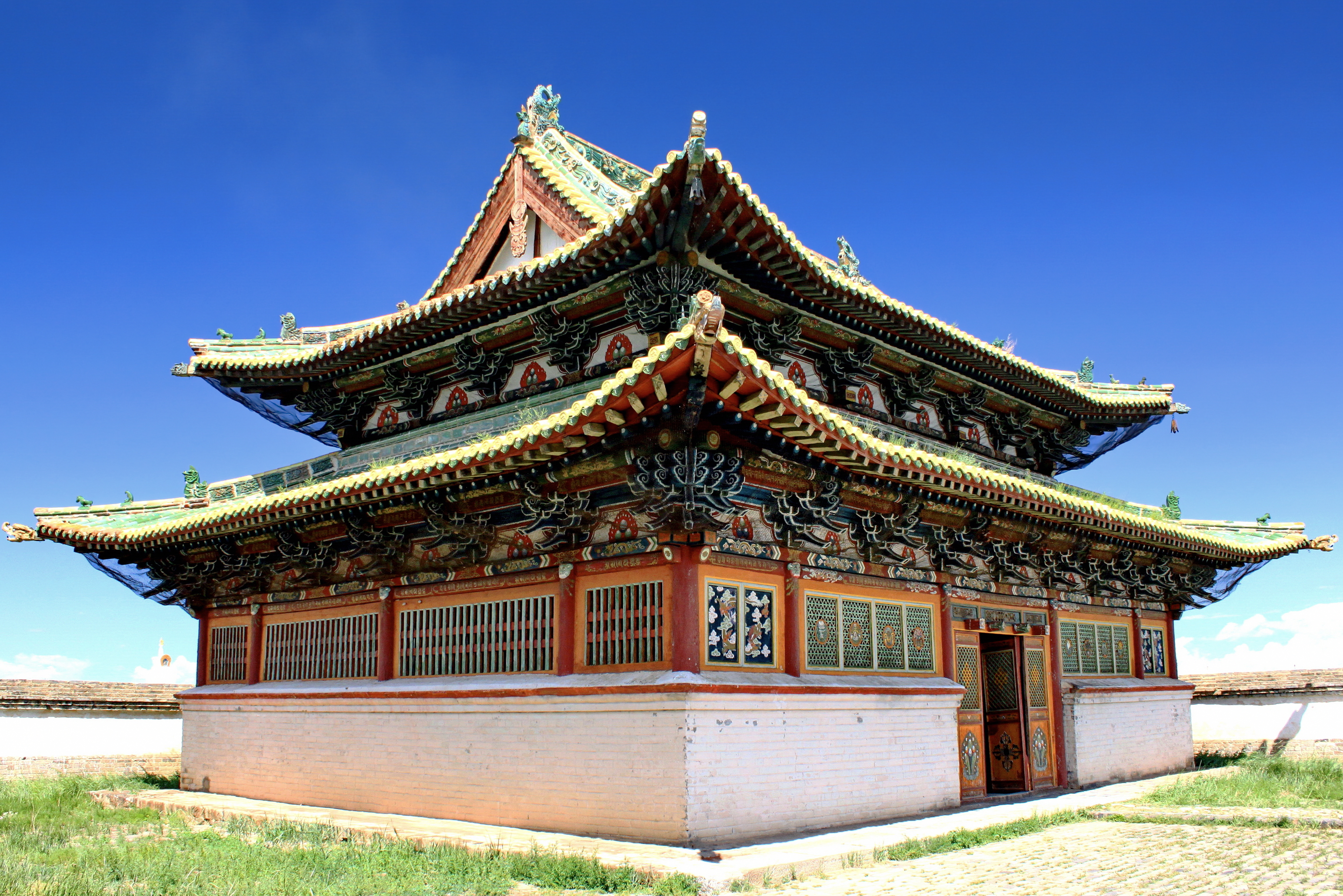
Klasztor Erdenedzuu chijd założony w XVI w. przy Karakorum, dawnej mongolskiej stolicy

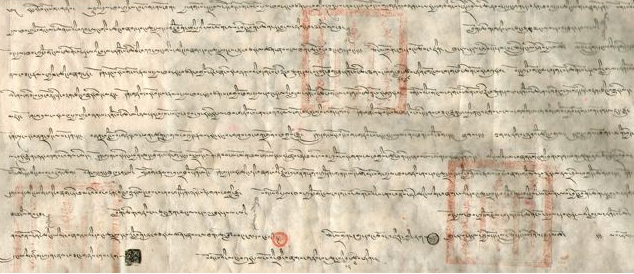
Traktat o przyjaźni i sojuszu pomiędzy Mongolią a Tybetem podpisany w 1913 po ogłoszeniu przez oba kraje niepodległości od Chin

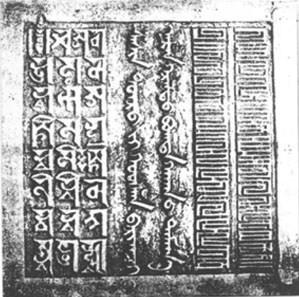
Pięczeć imperialna Bogd Chana

Na początku XX wieku Chiny zaczęły zacieśniać swoją kontrolę nad Mongolią Zewnętrzną i rozpoczęły jej kolonizację. Spowodowało to zwrócenie się mongolskich książąt w stronę Rosji. W 1911 wybuchła w Chinach antycesarska rewolucja. Korzystając z zamętu, Mongolia Zewnętrzna ogłosiła przy wsparciu Rosji niepodległość (zob. rewolucja w Mongolii (1911)). Utworzono teokratyczny rząd na czele z Bogda Chanem. Po rosyjsko-chińskich negocjacjach Mongolia Zewnętrzna została w 1915 na mocy traktatu kiachtańskiego uznana za część Chin, jednak rząd chiński zgodził się na jej autonomię. Gdy w Rosji wybuchła rewolucja komunistyczna do Mongolii Zewnętrznej wkroczyły wojska chińskie i obaliły w 1919 Bogda Chana. W 1921 roku armia antybolszewickich Rosjan pod wodzą von Ungern-Sternberga wraz z nielicznymi oddziałami książąt mongolskich zdobyła stolicę kraju Urgę (obecnie Ułan Bator) i opanowała większość kraju, zapoczątkowując ogólnonarodowe powstanie przeciw Chinom. Na tronie ponownie osadzony został Bogda Chan. W lipcu 1921 Armia Czerwona, wspomagając rewolucję mongolską Damdina Suche Batora, zajęła Mongolię Zewnętrzną, rozbijając wojska Ungerna i chińskie. Ustanowiony został rząd komunistyczny, jednak zachowano ustrój teokratyczny i władzę Bogda Chana.
W 1924, po śmierci Bogda Chana, proklamowano utworzenie Mongolskiej Republiki Ludowej. Mimo formalnej niepodległości kraj pozostawał pod ścisłą kontrolą władz w Moskwie, a przez wiele państw świata nadal był uważany za część Chin. Już po zwycięstwie rewolucji doszło do konfliktu między Suche Batorem a lewicowym skrzydłem rządzącej Mongolskiej Partii Ludowej na czele z Dogsomynem Bodoo. Frakcja Bodoo optowała za budową socjalizmu w Mongolii, ale także za uniezależnieniem się od ZSRR. W grudniu 1921 Bodoo został zwolniony ze wszystkich stanowisk rządowych i usunięty z partii, a w sierpniu 1922 aresztowany przez władze centralne i wraz z większością towarzyszy skazany na śmierć i zabity we wrześniu 1922. W kolejnych latach władzę w partii sprawowali zwolennicy partyjnej prawicy (NEP-owcy). Na początku lat 30. z inicjatywy polityków tj. Chorlogijn Czojbalsani i Peldżidijn Genden miały miejsce wolta w lewą stronę i przyśpieszenie radykalnych reform gospodarczych, w tym kolektywizacji. Reformy nie udały się i w efekcie w 1932 roku doszło do nieudanego buntu wojskowych na prowincji. Bunt doprowadził do odsunięcia (z inicjatywy Moskwy) części działaczy lewicowego odchylenia od głównego nurtu polityki, a następnie ich egzekucji. Okres czystki przeciwko lewicy partyjnej przetrwał Peldżidijn Genden który jeszcze w 1932 roku został premierem, a w trakcie rządów odsunął na bok swoje lewicowe tendencje, wprowadzając założenia nowej polityki reform polegającej na złagodzeniu komunistycznych zasad ekonomicznych. Reforma była wzorowana na Nowej Polityce Ekonomicznej. Na gruncie reform zredukował podatki, zwiększył liczbę prywatnych przedsiębiorstw oraz pozwolił na normalne funkcjonowanie instytucji religijnych. Wraz ze wzrostem gospodarczym i zmniejszeniem niedoborów wzrosła popularność Gendena w społeczeństwie. W 1934 roku rozpoczął się spór Gendena ze Stalinem. Na jednym ze spotkań, radziecki przywódca naciskał na Gendena, aby ten zniszczył kler buddyjski poprzez eksterminację lamów. Geden stanowczo się temu sprzeciwił ponieważ sam był praktykującym buddystą. Premier zapowiedział, że nie będzie walczył z religią i pozwolił lamom na dowolne głoszenie swoich poglądów. Genden działał także na rzecz zakończenia stacjonowania wojsk radzieckich w Mongolii. Premier próbował wykorzystać napięcia na linii ZSRR-Japonia na korzyść Mongolii i w celu uwolnienia się spod dominacji radzieckiej. W 1936 roku Stalin doprowadził do aresztowania Gendena pod zarzutem szpiegostwa na rzecz Japonii.
Po aresztowaniu Gendena władzę w kraju objął Chorlogijn Czojbalsan. Zmiany w rządzie uruchomiły falę czystek które przeprowadzało radzieckie NKWD a sami Mongołowie mieli na nie niewielki wpływ. W 1939 roku Mongolię zaatakowały z terytorium Mandżurii wojska japońskie. W ciągu kilku miesięcy połączone siły radziecko-mongolskie pod dowództwem Gieorgija Żukowa pokonały Japończyków. Po inwazji III Rzeszy na ZSRR Mongolia poparła radziecki wysiłek wojenny. W ramach pomocy wysłano do ZSRR pomoc w postaci surowców, zaopatrzenia, żywności czy odzieży wojskowej. W trakcie wojny miały miejsce zastąpienie alfabetu mongolskiego cyrylicą w 1941 oraz ostateczna kolektywizacja rolnictwa. 10 sierpnia 1945 roku Mongolia wypowiedziała wojnę Japonii i przyłączyła się do radzieckiego ataku na wojska japońskie w północnych Chinach (operacja kwantuńska). W trakcie kampanii rząd rozpętał za pośrednictwem prasy falę panmongolskiego nacjonalizmu, licząc na zjednoczenie wszystkich Mongołów w ramach republiki ludowej. Koniec wojny i ostateczna klęska Japonii nie doprowadziły jednak do zjednoczenia mongolskich ziem ze względu na zbyt silną pozycję Chin.
W 1945 ZSRR narzucił Chinom traktat, w którym Chiny zobowiązały się przeprowadzić referendum niepodległościowe w celu ostatecznego uregulowania kwestii Mongolii Zewnętrznej. W referendum, które odbyło się we wrześniu 1945 większość mieszkańców odrzuciła projekt autonomii w ramach Chin i opowiedziała się za pełną niepodległością Mongolskiej Republiki Ludowej. 5 stycznia 1946 Republika Chińska oficjalnie uznała niepodległość Mongolskiej Republiki Ludowej, jednak na podstawie zawartych porozumień wciąż nie stanowiła ona podmiotu prawa międzynarodowego. Po utworzeniu Chińskiej Republiki Ludowej w 1949 rząd Mao Zedonga ponownie uznał Mongolię Zewnętrzną za część Chin. W 1951 wynegocjowano chińsko-radzieckie porozumienie, w którym rząd chiński ostatecznie uznawał niepodległość Mongolii. Rozpoczął się proces uznawania państwowości mongolskiej na arenie międzynarodowej, zwieńczony przyjęciem do ONZ w 1961.
W połowie lat 40. doszło do rozłamu Czojbalsan-Stalin. Rozłam spowodowany był brakiem wsparcia Stalina dla zjednoczeniowych i panmongolskich pomysłów Czojbalsana. Czojbalsan po śmierci w 1952 roku został zastąpiony przez Jumdżagijna Cedenbala, który piastował urząd premiera przez 22 lata. Jego styl rządzenia był nieco łagodniejszy, związany z dojściem w ZSRR do władzy Nikity Chruszczowa. Cedenbal potępił niedawne rządy Czojbalsana oraz zakończył okres samoizolacji Mongolii, przystępując w 1962 roku do RWPG. Pomimo kolejnych zmian w kierownictwie partii komunistycznej w samym Związku Radzieckim, Cedenbal sprawował pełnię władzy aż do 1984 roku. Wówczas to zastąpił go Dżambyn Batmönch. Demokratyzacja państwa rozpoczęła się w 1990 roku, kiedy to Mongolia stała się republiką parlamentarną i przywrócono wolność religijną oraz własność prywatną. Niebawem także nastąpiło przeorientowanie w samym parlamencie – dokonano nowelizacji dotychczasowej konstytucji (nowa zaś została uchwalona 12 lutego 1992 roku). W 1992 roku Mongolię opuściły także ostatnie jednostki wojsk rosyjskich.

## Ustrój polityczny
Republika od 1924 roku. Obecnie obowiązuje demokratyczna konstytucja z 1992 roku. Głową państwa jest prezydent, wybierany na kadencję czteroletnią w wyborach bezpośrednich. Władza ustawodawcza należy do złożonego z 126 deputowanych Wielkiego Churału Państwowego, wybieranego na czteroletnią kadencję w wyborach powszechnych. Władzę wykonawczą sprawuje rząd z premierem na czele, powoływany przez Churał.
Od 1990 roku w Mongolii obowiązuje system wielopartyjny; największymi partiami politycznymi są lewicowa Mongolska Partia Ludowa (zał. w 1921 roku, występująca przed 2010 jako Mongolska Partia Ludowo-Rewolucyjna) oraz liberalna Partia Demokratyczna (zał. w 2000 roku). Prezydentem kraju od czerwca 2021 jest wywodzący się z Mongolskiej Partii Ludowej Uchnaagijn Chürelsüch.

## Siły zbrojne
Mongolia dysponuje dwoma rodzajami sił zbrojnych: wojskami lądowymi oraz siłami powietrznymi. Uzbrojenie sił lądowych Mongolii składało się w 2014 roku z: 450 czołgów, 750 opancerzonych pojazdów bojowych, 1200 zestawów artylerii holowanej oraz 250 wieloprowadnicowych wyrzutni rakietowych. Mongolskie siły powietrzne z kolei posiadały w 2014 roku uzbrojenie w postaci m.in. 10 samolotów transportowych, 24 śmigłowców oraz 11 śmigłowców szturmowych.
Wojska mongolskie w 2014 roku liczyły 10,9 tys. żołnierzy zawodowych oraz 137 tys. rezerwistów. Według rankingu Global Firepower (2014) mongolskie siły zbrojne stanowią 72. siłę militarną na świecie, z rocznym budżetem na cele obronne w wysokości 70 mln dolarów (USD).

## Demografia

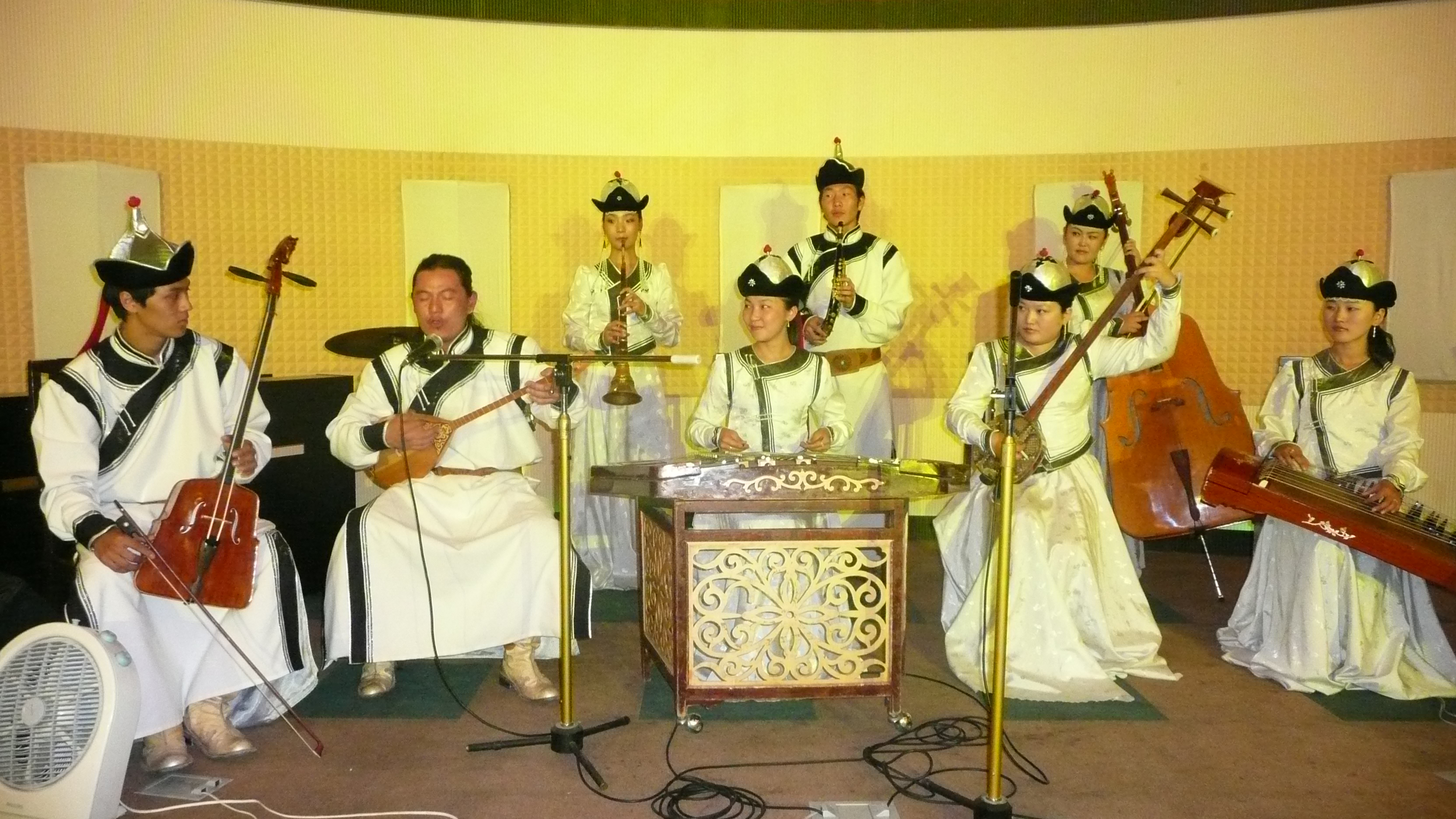
Mongolska muzyka ludowa w restauracji w Ułan Bator

### Struktura etniczna
- Mongołowie: 95%
- Ludy tureckie (głównie Kazachowie): 5%

### Struktura wyznaniowa

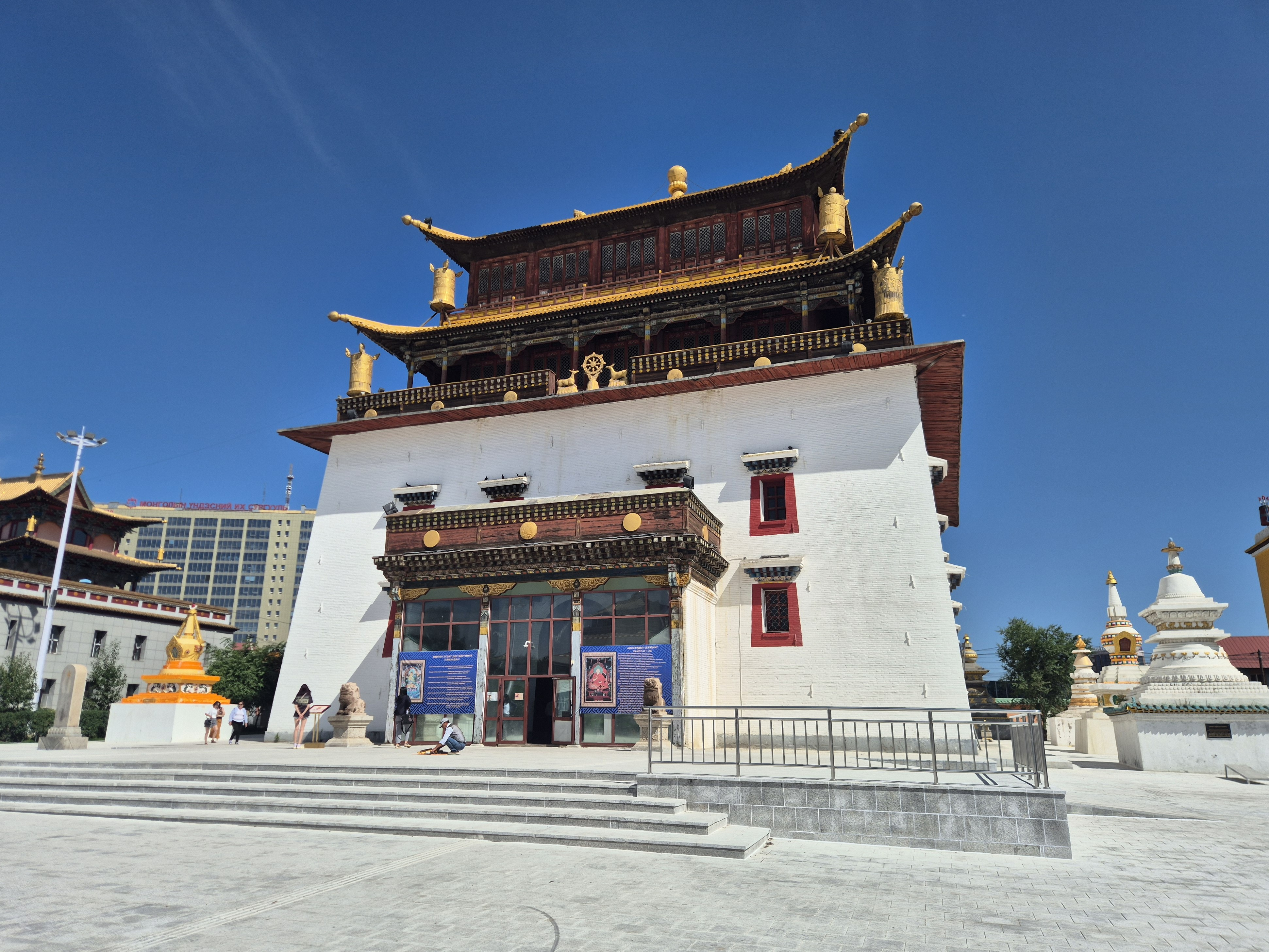
Gandan w Ułan Bator – najważniejszy klasztor buddyjski w Mongolii

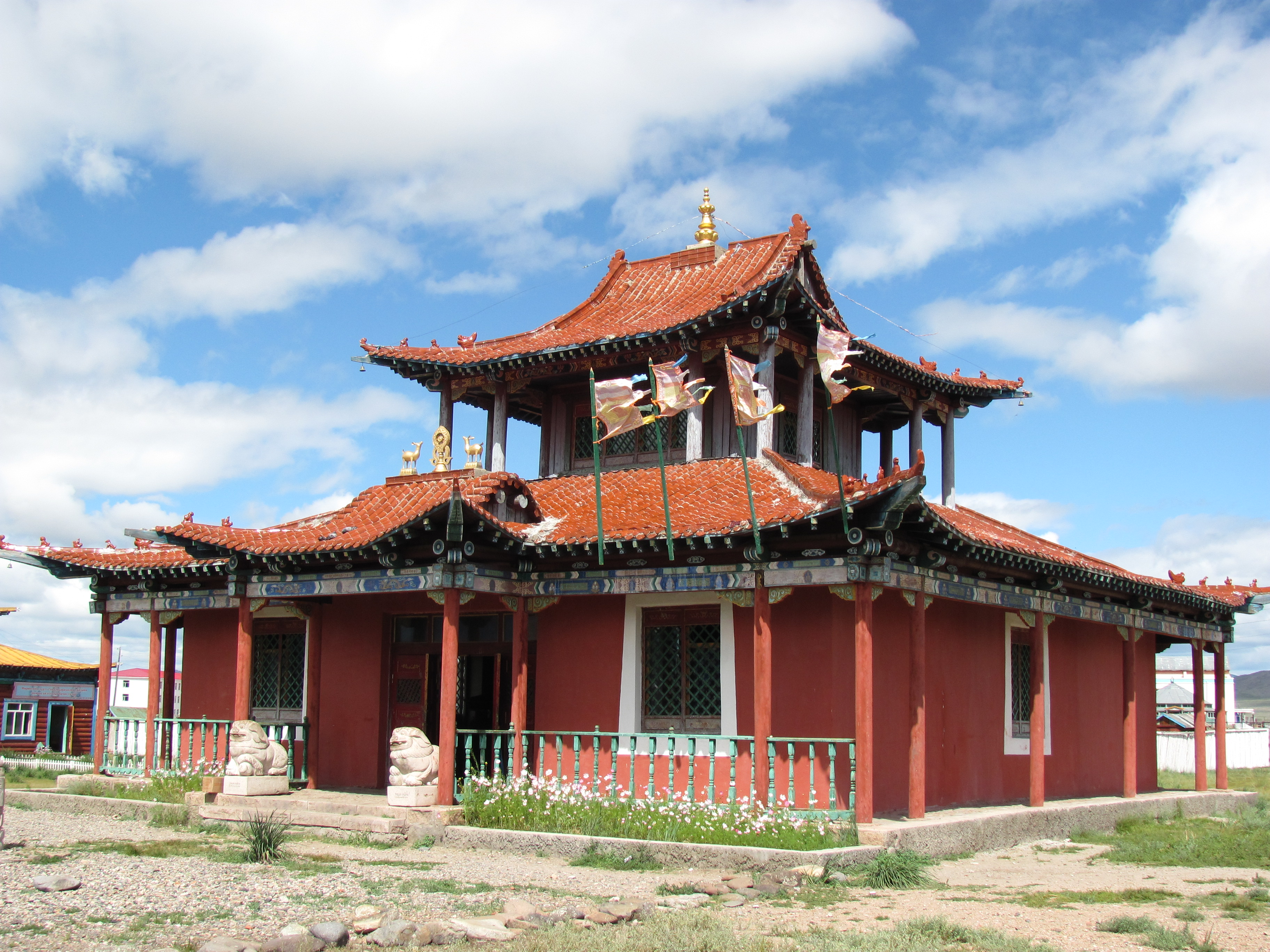
Klasztor Dandzandardżaa chijd w Mörön

W czasie spisu ludności w 2010 roku respondenci w wieku powyżej 15 lat podali następujące odpowiedzi na pytanie o swój stosunek do religii:
| Stosunek do religii | Liczba (osób) | Odsetek % |
| ------------------- | ------------- | --------- |
| Buddyzm             | 1 009 357     | 53,0      |
| Islam               | 57 702        | 3,0       |
| Szamanizm           | 55 174        | 2,9       |
| Chrześcijaństwo     | 41 117        | 2,1       |
| Inne religie        | 6933          | 0,4       |
| Ateizm              | 735 283       | 38,6      |
| Razem               | 1 905 969     | 100,0     |

### Ludność
W 2024 liczba ludności w Mongolii wynosiła 3 281 676 osób.
| 1935 01–06 | 1944 15–10 | 1956 05–02 | 1963 05–01 | 1969 10–01 | 1979 05–01 | 1989 05–01 | 2000 01–05 | 2010 10–11 | 2019 10-12 |
| ---------- | ---------- | ---------- | ---------- | ---------- | ---------- | ---------- | ---------- | ---------- | ---------- |
| 738 200    | 759 061    | 845 481    | 1 017 158  | 1 197 595  | 1 595 006  | 2 043 954  | 2 373 493  | 2 754 685  | 3 206 408  |

### Największe miasta

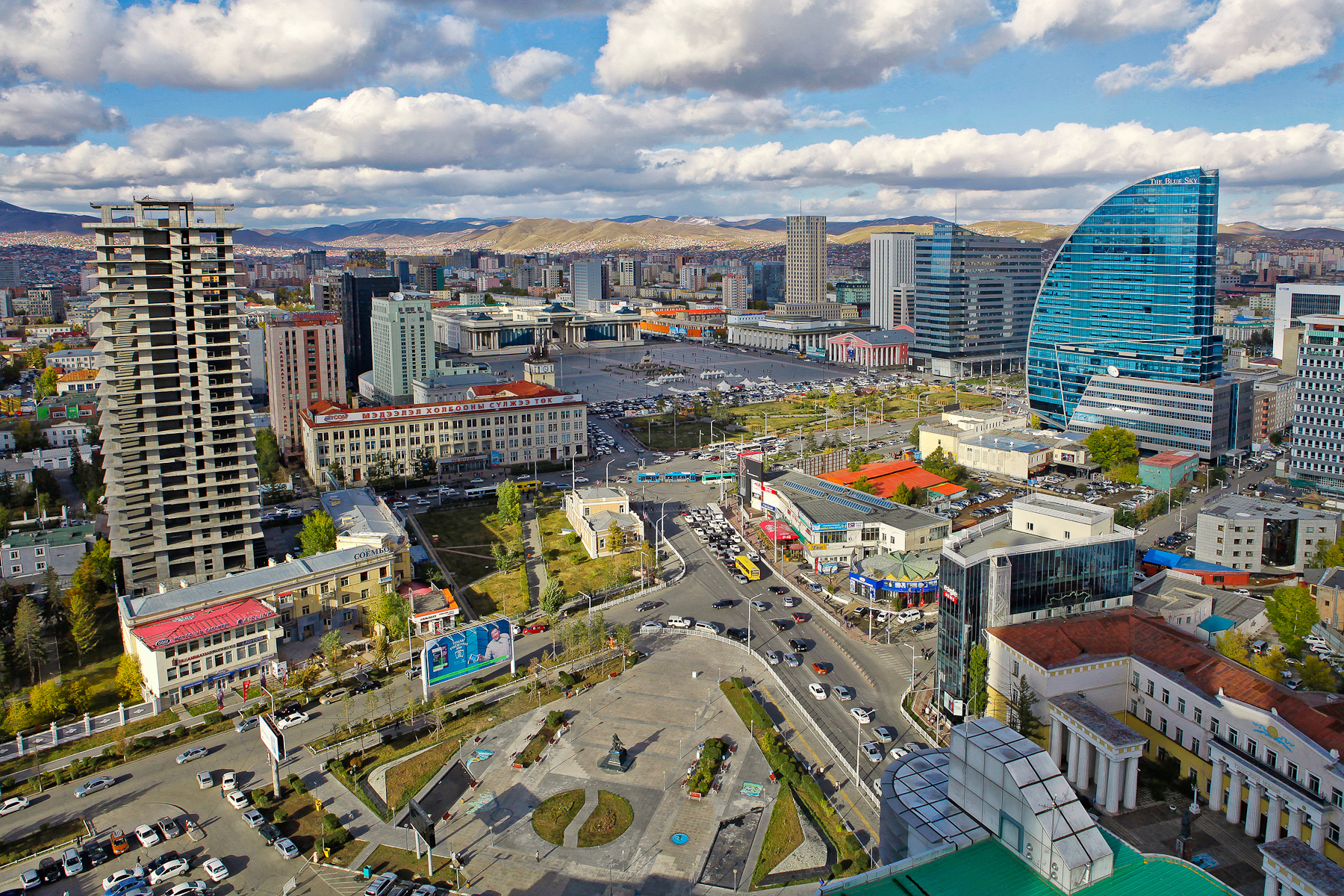
Ułan Bator

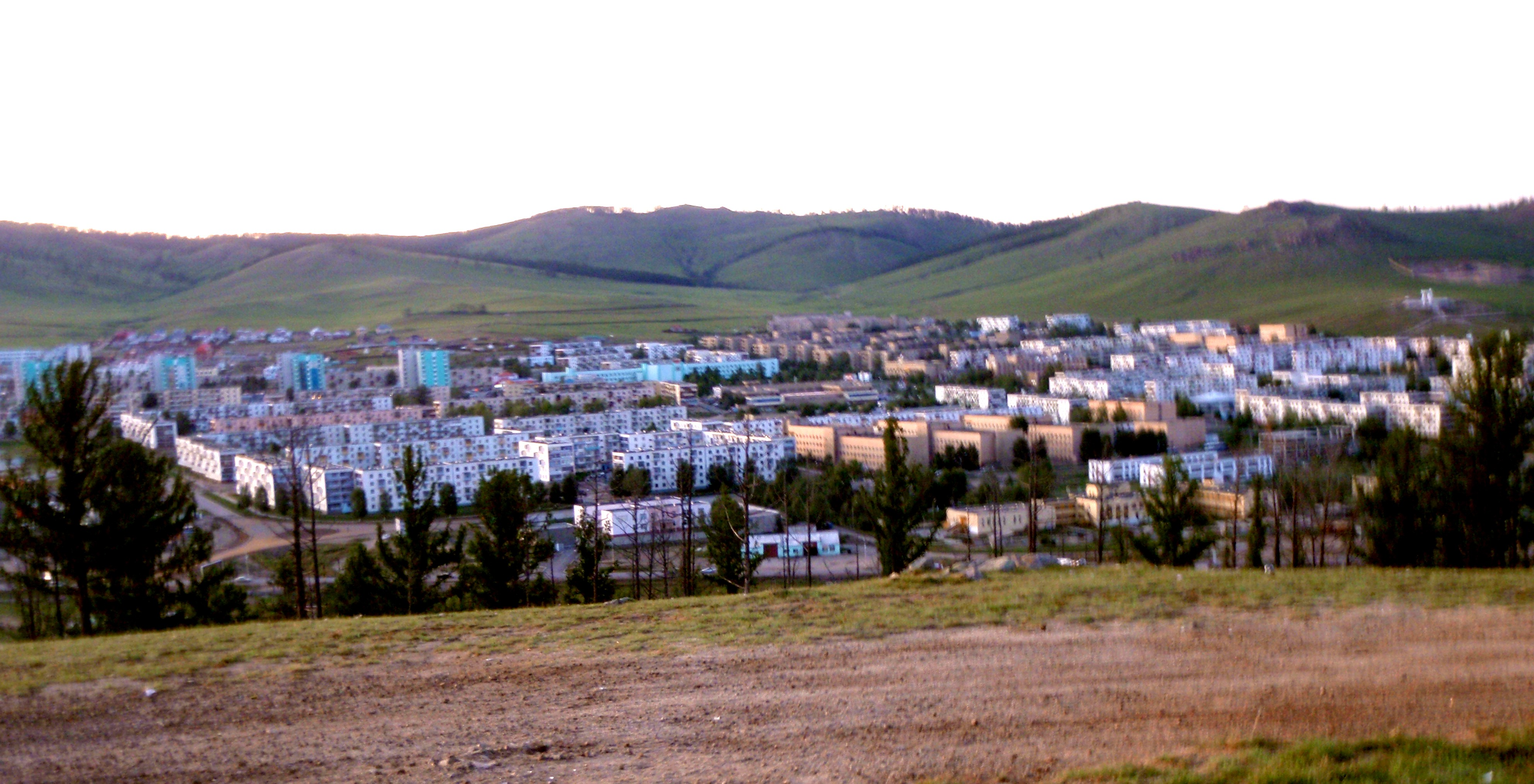
Erdenet

|     | Miasto       | Ajmak                        | Liczba mieszkańców (w 2010) |
| --- | ------------ | ---------------------------- | --------------------------- |
| 1.  | Ułan Bator   | miasto wydzielone Ułan Bator | 1 144 954                   |
| 2.  | Erdenet      | orchoński                    | 83 379                      |
| 3.  | Darchan      | darchański                   | 74 738                      |
| 4.  | Czojbalsan   | wschodni                     | 38 537                      |
| 5.  | Mörön        | chubsugulski                 | 35 789                      |
| 6.  | Nalajch      | miasto wydzielone Ułan Bator | 30 049                      |
| 7.  | Bajanchongor | bajanchongorski              | 29 817                      |
| 8.  | Olgij        | bajanolgijski                | 29 392                      |
| 9.  | Kobdo        | kobdoski                     | 29 012                      |
| 10. | Arwajcheer   | południowochangajski         | 27 162                      |

## Podział administracyjny

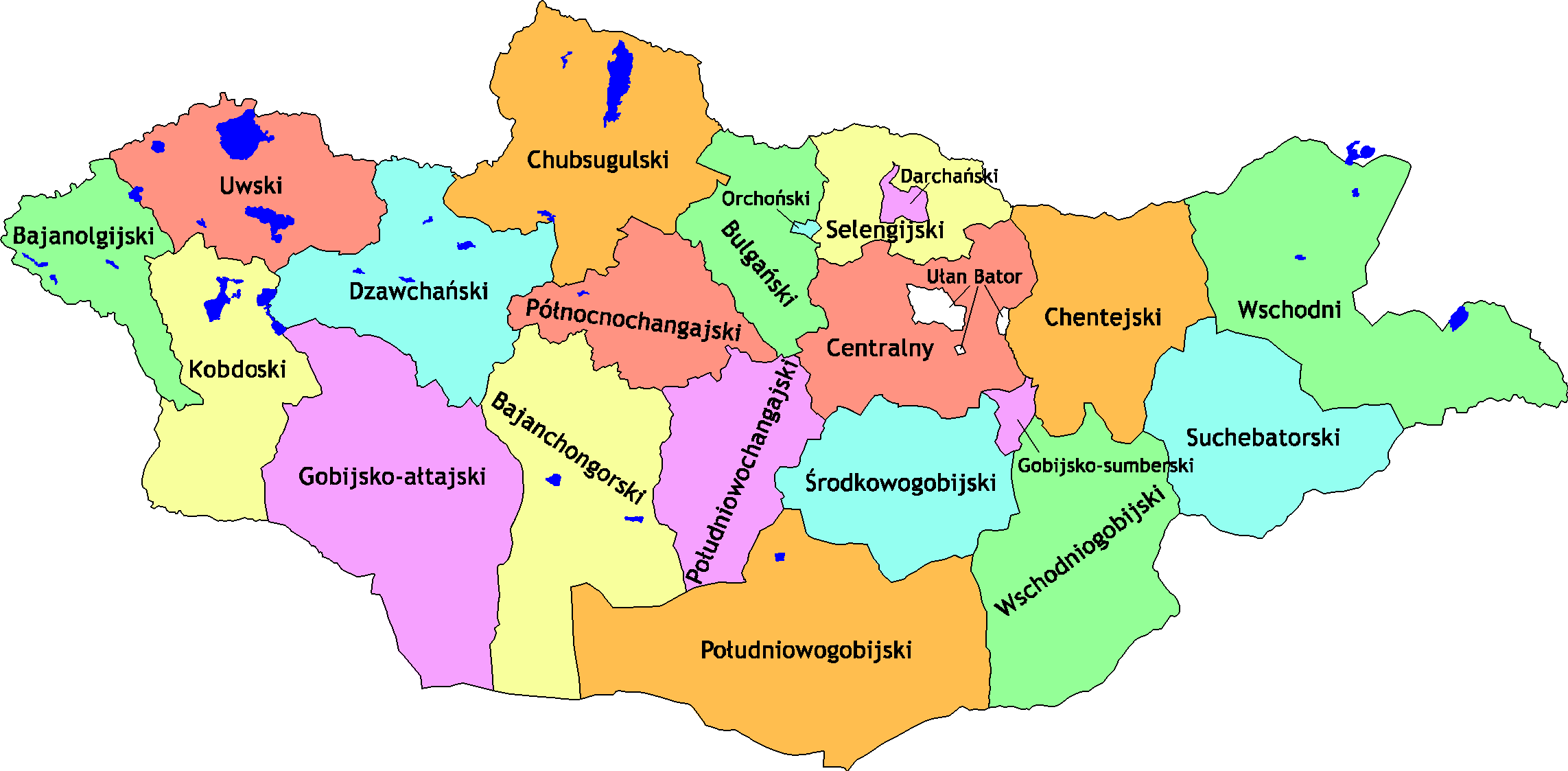
Podział Mongolii na ajmaki (zabarwione), miasto stołeczne Ułan Bator jest specjalną jednostką administracyjną.

Mongolia jest podzielona na 21 ajmaków oraz 1 miasto wydzielone Ułan Bator
| Nazwa polska                 | Nazwa mongolska           | Powierzchnia [km²] | Populacja 2013-12-31 |
| ---------------------------- | ------------------------- | ------------------ | -------------------- |
| bajanchongorski              | Баянхонгор аймаг          | 115 977,80         | 78 432               |
| bajanolgijski                | Баян-Өлгий аймаг          | 45 704,89          | 92 454               |
| bulgański                    | Булган аймаг              | 48 733,00          | 54 522               |
| centralny                    | Төв аймаг                 | 74 042,37          | 85 898               |
| chentejski                   | Хэнтий аймаг              | 80 325,08          | 67 489               |
| chubsugulski                 | Хөвсгөл аймаг             | 100 628,82         | 118 679              |
| darchański                   | Дархан-Уул аймаг          | 3 275,00           | 98 969               |
| dzawchański                  | Завхан аймаг              | 82 455,66          | 64 570               |
| gobijsko-ałtajski            | Говь-Алтай аймаг          | 141 447,67         | 53 329               |
| gobijsko-sumberski           | Говь-Сүмбэр аймаг         | 5 541,80           | 14 801               |
| kobdoski                     | Ховд аймаг                | 76 060,38          | 78 981               |
| orchoński                    | Орхон аймаг               | 844,00             | 93 947               |
| południowochangajski         | Өвөрхангай аймаг          | 62 895,33          | 101 621              |
| południowogobijski           | Өмнөговь аймаг            | 165 380,47         | 67 149               |
| północnochangajski           | Архангай аймаг            | 55 313,82          | 85 654               |
| selengijski                  | Сэлэнгэ аймаг             | 41 152,63          | 103 191              |
| suchebatorski                | Сүхбаатар аймаг           | 82 287,15          | 53 147               |
| środkowogobijski             | Дундговь аймаг            | 74 690,32          | 37 364               |
| uwski                        | Увс аймаг                 | 69 585,39          | 73 972               |
| wschodni                     | Дорнод аймаг              | 123 597,43         | 71 529               |
| wschodniogobijski            | Дорноговь аймаг           | 109 472,30         | 62 537               |
| Miasto wydzielone Ułan Bator | Улсын нийслэл Улаанбаатар | 4 704,44           | 1 372 042            |

## Gospodarka

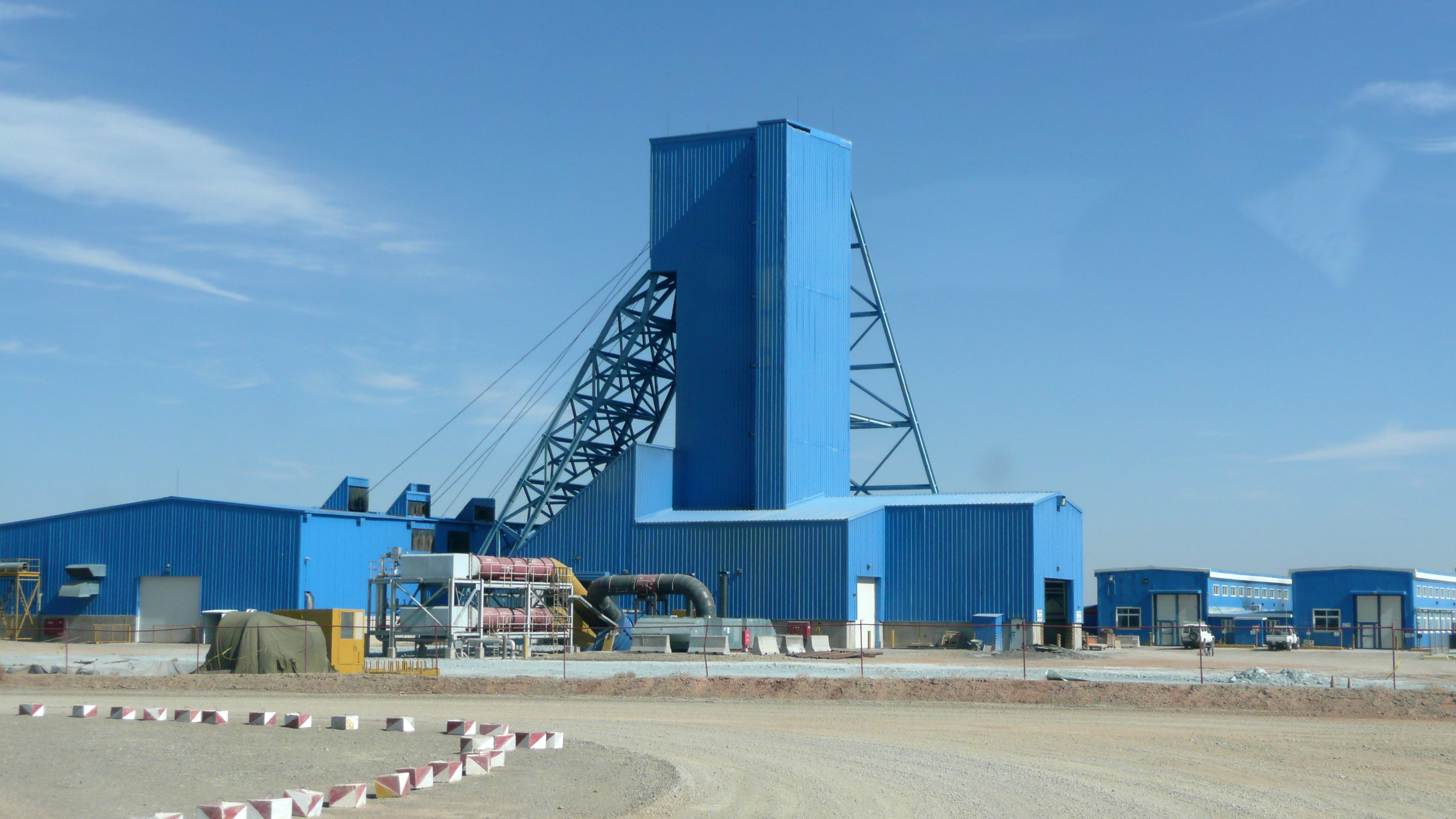
Kopalnia miedzi Oju Tolgoi

Podstawą gospodarki mongolskiej są: chów zwierząt, węgiel brunatny, miedź i złoża molibdenu oraz fosforytów. Po latach całkowitego, radzieckiego interwencjonizmu państwowego proces transformacji systemowo-gospodarczej na kapitalizm napotyka pewne trudności. Gospodarka jest zdecentralizowana: obecnie jest około 10 tysięcy prywatnych spółek, których działalność nie ogranicza się do Ułan Bator i okolic. Poza stolicą i większymi miastami większość mieszkańców zajmuje się chowem koni, bydła, wielbłądów, kóz i owiec. PKB na jednego mieszkańca wynosi już 4946 USD (2022). W ogólnej wartości PKB 12,1% stanowi rolnictwo, 38,2% – przemysł, 49,7% – usługi.
Tradycyjnie dużą rolę w gospodarce mongolskiej miało łowiectwo, choć stopniowo jego rola się wyraźnie zmniejsza. Najbardziej pospolitą zwierzyną, zwłaszcza w Mongolii wschodniej i centralnej są bobaki (tarbagany) poławiane zarówno dla cenionego mięsa i tłuszczu, jak i dla futra. W 1940 skupiono 968 tys. futerek, w 1950 2,338 mln, w 1960 1,034 mln, w 1970 1,223 mln, a w 1979 837 tys. Skupuje się także skórki wiewiórek (122 tys. w 1940, 141 tys. w 1960, 36 tys. w 1970 i 15 tys. w 1979) głównie w Mongolii północnej i centralnej, lisów (33 tys. futer w 1964 r.) i wilków (3700 sztuk w 1964 r.). Prowadzone były i są polowania dla turystów zagranicznych na duże mongolskie zwierzęta, jak gazela mongolska, dżejran. Niewielki jest udział hodowli zwierząt futerkowych.

Pałac Bogd-chana w Ułan Bator

### Turystyka
W 2015 roku kraj ten odwiedziło 386 tys. turystów (1,7% mniej niż w roku poprzednim), generując dla niego przychody na poziomie 250 mln dolarów. Główne atrakcje turystyczne stolicy Mongolii to klasztory Dambadardżaa chijd, Dar' echijn süm, Gandan, Czojdżin lamy i Geser süm, Pałac Bogd-chana, Pałac Czin wan Chanddordża i Plac Suche Batora.